# Muere, monstruo, muere
Muere, monstruo, muere és una pel·lícula argentina de terror de 2018 escrita i dirigida per Alejandro Fadel. La pel·lícula va ser seleccionada per a participar en el 71è Festival Internacional de Cinema de Canes en la secció Un Certain Regard.
El títol de la pel·lícula prové de la cançó homònima del grup de heavy metall argentí Almafuerte, la qual obre el seu últim disc, Trillando la fina (2012).

## Argument
En una zona allunyada de la Serralada dels Andes troben el cos retallat d'una dona. Cruz, un oficial de la policia rural, es fa càrrec de la recerca. David, espòs de Francisca (qui al seu torn és l'amant de Cruz), es converteix ràpidament en el principal sospitós. Quan ho internen a David en un hospital psiquiàtric, culpa del succeït a un monstre que se li apareix sobtada i inexplicablement. Cruz comença a sospitar que el que diu David és cert i la seva recerca ho porta a descobrir una cosa impensada, mentre al mateix temps apareixen més cadàvers de dones assassinades i mutilades.

## Repartiment
- Víctor López... Cruz
- Esteban Bigliardi... David
- Tania Casciani... Francisca
- Francisco Carrasco... El nen
- Romina Iniesta... La psiquiatra
- Sofía Palomino... Sara
- Stéphane Rideau... El monstre
- Jorge Prado... El Capità

## Producció
La pel·lícula va ser filmada en localitats de la província de Mendoza, sent la Vall de Uco la localització principal en aquest territori. A més, algunes de les altres escenes filmades durant l'hivern de 2017 a la província inclouen llocs com Tupungato, Tunuyán, San Rafael, la Caverna de Las Brujas en Malargüe, Huayquerías al nord-est de San Carlos, Ciutat de Mendoza, Potrerillos, Uspallata i Villavicencio.

## Premis i nominacions
| Festival                                                   | Data d'esdeveniment      | Categoria          | Premi     |       |
| ---------------------------------------------------------- | ------------------------ | ------------------ | --------- | ----- |
| Festival de Canes                                          | 9 al 19 de maig de 2018  | Un Certain Regard  | Nominat   | [ 2 ] |
| LI Festival Internacional de Cinema Fantàstic de Catalunya | 4 a 14 d’octubre de 2018 | Premi Blood Window | Guanyador | [ 5 ] |